# Hydrobius fuscipes
Hydrobius fuscipes es un especie de coleóptero acuático de la familia Hydrophilidae. Su distribución incluye el hemisferio norte templado.